# مدل سلسله‌مراتبی

مدل سلسله‌مراتبی

مدل سلسله‌مراتبی (یا مدل چند سطحی) یک مدل رگرسیون خطی است که پارامترهای آن بر اساس خوشه یا سطحی که داده به آن تعلق دارد ممکن است تغییر کند.

## رابطه ریاضی
پارامترهای مدل سلسله مراتبی که یک مدل رگرسیون خطی است، ممکن است بر اساس خوشه یا سطحی که داده به آن تعلق دارد تغییر کند. به عنوان مثال در مسئله پیش‌بینی میزان سلامتی فرد از طریق مقدار درآمد او، از آنجا که افرادی که در یک محله زندگی می‌کنند میزان درآمد و سلامتی آنها به هم وابستگی بیشتری نسبت به بقیه افراد دارد، بهتر است هر محله مدل رگرسیونِ جداگانه خود را داشته باشند. در این مثال یک مدل رگرسیون خطی در سطح اول (سطح فرد در محله) ساخته می‌شود که بعضی یا همه پارامترهای آن می‌تواند برای هر محله متفاوت باشد. پارامترهای متفاوت می‌تواند خود از یک مدل رگرسیون دیگر در سطح دوم (سطح محله‌ها) یا به‌صورت تصادفی تخمین زده شوند.

اگر محله {\displaystyle j}، {\displaystyle n_{j}} داده (فرد) داشته باشد، آنگاه برای این محله باید دو پارامتر {\displaystyle \beta _{0j}} و {\displaystyle \beta _{1j}} را پیدا کرد. برای داده {\displaystyle i} ({\displaystyle 1\leq i\leq n_{j}}) رابطه میان میزان درآمد فرد ({\displaystyle X_{ij}}) و میزان سلامتی او ({\displaystyle Y_{ij}}) را به صورت پایین نشان می‌دهیم؛ در اینجا {\displaystyle e_{ij}} مقدار خطای تصادفی است که معمولاً از یک توزیع طبیعی پیروی می‌کند:
{\displaystyle Y_{ij}=\beta _{0j}+\beta _{1j}X_{ij}+e_{ij}}
حال می‌توان یا {\displaystyle \beta _{0j}} یا {\displaystyle \beta _{1j}} یا هر دو را برای هر محله متفاوت در نظر گرفت. این تفاوت می‌تواند تصادفی مدل‌سازی شود یا خود از یک مدل رگرسیون خطی دیگر که دارای یک یا چند متغیر مستقل در سطح دو (سطح محله) است برآورد شود. اگر فرض کنیم هر دوی {\displaystyle \beta _{0j}} و {\displaystyle \beta _{1j}} از یک مدل رگرسیون دیگر می‌آیند آنگاه می‌توان به صورت پایین آنها را تخمین زد؛ در این دو معادله {\displaystyle W_{j}} یک متغیر مستقل در سطح دو (سطح محله) است که به عنوان نمونه می‌تواند میزان ثروت محله باشد و {\displaystyle u_{0j}} و {\displaystyle u_{1j}} خطاهای تصادفی است.
{\displaystyle \beta _{0j}=\gamma _{00}+\gamma _{01}W_{j}+u_{0j}}
{\displaystyle \beta _{1j}=\gamma _{10}+\gamma _{11}W_{j}+u_{1j}}